# Plough Lane
Plough Lane -llamado The Cherry Red Records Stadium por razones de patrocinio- es un estadio de fútbol levantado en Wimbledon, al suroeste de Londres. Ha sido la sede del AFC Wimbledon desde el 3 de noviembre de 2020. Y también es la sede desde 2022 del club London Broncos, de la Liga de Rugby.